# مرهم (مجموعه تلویزیونی)
مرهم با نام اولیه پردیسان یک مجموعه تلویزیونی ایرانی به کارگردانی محمدرضا آهنج، نویسندگی محسن جسور و حسین سلیمانی و تهیه‌کنندگی سیدسجاد قافله باشی، پرویز امیری است که از ۱۲ اسفند ۱۴۰۳ از شبکه دو سیما پخش می‌شد.

## خلاصه داستان
داستان این مجموعه حول محور زندگی منیژه است که پس از سال‌ها دوری از ایران، برای یافتن گمشده‌اش به کشور بازمی‌گردد. اما تقدیر برای او شگفتی‌های بیشتری در نظر گرفته است. فضای داستان در زندگی خانواده‌های روحانیون می‌گذرد و به‌عنوان یک ملودرام زنانه، روایت‌های متفاوتی از زندگی این خانواده‌ها را به تصویر می‌کشد. در این سریال، همسران شخصیت‌های اصلی همگی روحانیونی هستند که برای تبلیغ به مناطق مختلف رفته‌اند و در این مسیر با ماجراهای گوناگونی مواجه می‌شوند.